# Jordan Patrick Smith
Jordan Patrick Smith, né le 18 juin 1989 à Fife (Écosse), est un acteur australo-britannique (écossais). Il est principalement connu pour le rôle d'Ubbe qu'il interprète dans la série canadienne Vikings de 2016 à 2020.

## Biographie
Jordan Patrick Smith est né le 18 juin 1989 à Fife, en Écosse. Il est marié à Emily Wetzel avec qui il a eu un fils Jack Kelly né en 2023.

## Filmographie

### Films
- 2008 : Les Ruines (The Ruins) de Carter Smith : Heinrich
- 2014 : Invincible (Unbroken) de Angelina Jolie : Clift

### Séries télévisées
- 2006 : Morte de honte ! : Bully #2 (première saison, épisode 6 : Leçon de choses)
- 2007-2010 : H2O : Cameron, ainsi que diverses silhouettes (5 épisodes)
- 2008 : Summer Bay : Damo Nicholls (3 épisodes)
- 2009-2013 : Les Voisins : Andrew Robinson
- 2015 : Banished : le soldat Mulroney (5 épisodes)
- 2016-2020 : Vikings : Ubbe
- 2020 : Lovecraft Country : William